# Élections générales albertaines de 1913
L'élection générale albertaine de 1913 eut lieu le 17 avril 1913 afin d'élire les députés de l'Assemblée législative de l'Alberta.

## Résultats
| Parti                      | Parti               | Chef                | # de candidats | Sièges | Sièges | Sièges  | Voix   | Voix    | Voix     |
| Parti                      | Parti               | Chef                | # de candidats | 1909   | Élus   | % Diff. | #      | %       | % Diff.  |
| -------------------------- | ------------------- | ------------------- | -------------- | ------ | ------ | ------- | ------ | ------- | -------- |
|                            | Libéral             |                     | 56             | 36     | 39     | +8,3 %  | 47 748 | 49,23 % | -10,03 % |
|                            | Conservateur        |                     | 56             | 2      | 17     | +750 %  | 43 737 | 45,10 % | +13,40 % |
|                            | Indépendant         | Indépendant         | 14             | 1      | -      | -100 %  | 3 639  | 3,75 %  | +0,36 %  |
|                            | Socialiste          |                     | 5              | 1      | -      | -100 %  | 1 814  | 1,87 %  | -0,73 %  |
|                            | Libéral indépendant | Libéral indépendant | 1              | 1      | -      | -100 %  | 47     | 0,05 %  | -2,57 %  |
| Total                      | Total               | Total               | 132            | 41     | 56     | +36,6 % | 96 985 | 100 %   |          |
| Source : Elections Alberta |                     |                     |                |        |        |         |        |         |          |